# Desmond Dekker

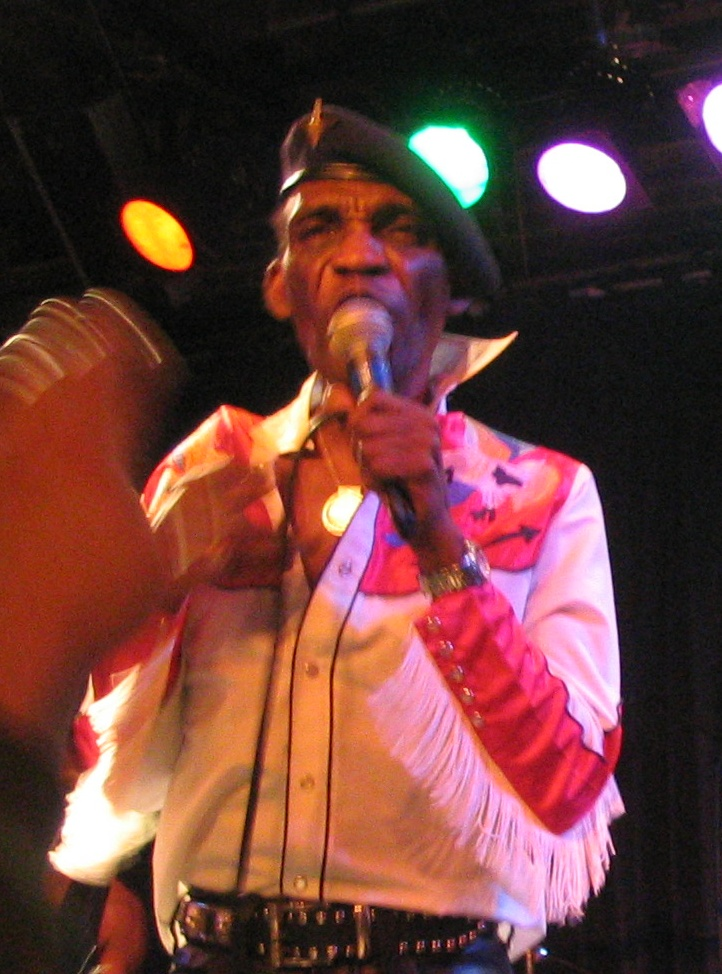
Desmond Dekker (2005)

Desmond Dekker (eigentlich Desmond Adolphus Dacres; * 16. Juli 1941 in Kingston, Jamaika; † 25. Mai 2006 in Thornton Heath, Greater London, England) war neben Laurel Aitken und Prince Buster sowie (dem im damaligen Ska aber noch nicht ganz so bekannten) Bob Marley und Jimmy Cliff einer der bedeutendsten jamaikanischen Ska-Sänger und Komponisten.

## Leben
Desmond Dacres hatte schon als Jugendlicher die Eltern verloren. Nach seiner Ausbildung an der Alpha Boys School folgte eine Lehre und die Berufstätigkeit als Schweißer. Unter anderem mit Bob Marley begann er seine musikalische Laufbahn 1963 in der jamaikanischen Hauptstadt Kingston. Zunächst lehnten ihn die Musikproduzenten Coxsone Dodd (Studio One) und Duke Reid ab, doch dann gab ihm Leslie Kong eine Chance und nahm mit ihm die Skanummer Honor your Father and your Mother auf. Ein Jahr später wurde Dacres alias Desmond Dekker auf King of Ska von den Cherrypies begleitet, besser bekannt als The Maytals. Desmond Dekker stellte dann seine eigene Background-Gesangstruppe zusammen: die Aces, bestehend aus Wilson James und Easton Barrington Howard. Manchmal ließ er sich auch von den Four Aces, Easton Barrington Howard und seinen drei Brüdern Carl, Patrick und Clive, unterstützen. Von den Mitt- bis zu den Endsechzigern hatte Dekker eine beeindruckende Erfolgsserie mit 20 Nummer-eins-Hits in den jamaikanischen Charts.
Im Jahr 1967 sang Desmond Dekker gemeinsam mit seinem Halbbruder George (später bei The Pioneers) im Background auf Derrick Morgans Tougher Than Tough, das gemeinhin als der erste Rocksteady-Song gilt. Das Lied widmet sich der Thematik der Rude boys, rivalisierender Gangsterbanden, die in Kingston ihr Unwesen treiben. Dieses Thema stand auch im Mittelpunkt von Dekkers eigenem, von James-Bond-Filmen inspirierten Stück 007 (Shanty Town), das ein Top-15-Hit in England werden sollte. Dekker war ein Freund von Paul McCartney, der das wahrscheinlich auf Dekker bezogene Desmond wiederholt im Song Ob-La-Di, Ob-La-Da vom sogenannten „Weißen Album“ erwähnte. Er belegte mit Unity den zweiten Platz beim alljährlichen jamaikanischen Songfestival, das er im folgenden Jahr mit Intensified gewann.
1968 gelang ihm mit seinem wohl bekanntesten Song Israelites der internationale Durchbruch. Das Lied wurde noch in Jamaika produziert und war der erste jamaikanische Welthit. Israelites erreichte 1969 Platz 1 sowohl in England als auch in Deutschland und ist ein Top-10-Erfolg in den USA. Thema des Songs ist die Armut der Bevölkerung und die daraus resultierende Gewalt. Dem Song folgte It Mek, ein Top-10-Erfolg in Deutschland und England. It Mek kann in etwa mit „deswegen ist es passiert“ übersetzt werden und war von einem Erlebnis seiner Schwester Elaine inspiriert, die vor ihrem Haus von einer Mauer gefallen war und nach Eiswasser geschrien hatte.
In den 1970er Jahren nahm Dekker das von Jimmy Cliff geschriebene Stück You Can Get It if You Really Want aus dem Film The Harder They Come auf, das Platz 2 in England erreichte. Der Song Pretty Africa behandelt die Rastafari-Thematik „Zurück nach Afrika“. Sing a Little Song von 1975 war erneut eine Top-10-Single in England. In den folgenden Jahren sollte ihm sowohl in England als auch in Jamaika kein großer Erfolg mehr beschieden sein. In der Ära des „2-Tone-Ska“ veröffentlichte er das Album Black & Dekker, das jedoch ein kommerzieller Flop wurde. 1984 musste Dekker sogar Bankrott erklären. 1993 nahm er, gemeinsam mit der 2-Tone-Band The Specials, das Album King of Kings auf.
Desmond Dekker war seit den 1970er Jahren in der englischen Grafschaft Surrey zu Hause. Er starb zwei Wochen nach einem Auftritt im nordenglischen Leeds am 25. Mai 2006 in seinem Haus im Alter von 64 Jahren an einem Herzinfarkt, ohne zuvor an Herzbeschwerden gelitten zu haben. Im Juni desselben Jahres wollte Dekker wieder auf Tournee gehen. Er war geschieden und hinterließ einen Sohn und eine Tochter.

## Diskografie

### Alben
| Jahr | Titel                  | Höchstplatzierung, Gesamtwochen, AuszeichnungChartplatzierungen (Jahr, Titel, Platzierungen, Wochen, Auszeichnungen, Anmerkungen) | Höchstplatzierung, Gesamtwochen, AuszeichnungChartplatzierungen (Jahr, Titel, Platzierungen, Wochen, Auszeichnungen, Anmerkungen) | Höchstplatzierung, Gesamtwochen, AuszeichnungChartplatzierungen (Jahr, Titel, Platzierungen, Wochen, Auszeichnungen, Anmerkungen) | Höchstplatzierung, Gesamtwochen, AuszeichnungChartplatzierungen (Jahr, Titel, Platzierungen, Wochen, Auszeichnungen, Anmerkungen) | Höchstplatzierung, Gesamtwochen, AuszeichnungChartplatzierungen (Jahr, Titel, Platzierungen, Wochen, Auszeichnungen, Anmerkungen) | Anmerkungen |
| Jahr | Titel                  | DE | AT | CH | UK | US | Anmerkungen |
| ---- | ---------------------- | --- | --- | --- | --- | --- | ----------- |
| 1969 | This Is Desmond Dekker | — | — | — | UK27 (4 Wo.)UK | — |             |

grau schraffiert: keine Chartdaten aus diesem Jahr verfügbar
Weitere Alben
- 1967: Action!
- 1970: You Can Get It If You Really Want
- 1980: Black and Dekker
- 1981: Compass Point
- 1981: Profile
- 1991: King of Ska (Varese)
- 1992: Music Like Dirt
- 1993: King of Kings
- 1996: Moving Out
- 1997: Intensified
- 1998: Writing on the Wall
- 2000: Halfway to Paradise

### Kompilationen
| Jahr | Titel      | Höchstplatzierung, Gesamtwochen, AuszeichnungChartplatzierungen (Jahr, Titel, Platzierungen, Wochen, Auszeichnungen, Anmerkungen) | Höchstplatzierung, Gesamtwochen, AuszeichnungChartplatzierungen (Jahr, Titel, Platzierungen, Wochen, Auszeichnungen, Anmerkungen) | Höchstplatzierung, Gesamtwochen, AuszeichnungChartplatzierungen (Jahr, Titel, Platzierungen, Wochen, Auszeichnungen, Anmerkungen) | Höchstplatzierung, Gesamtwochen, AuszeichnungChartplatzierungen (Jahr, Titel, Platzierungen, Wochen, Auszeichnungen, Anmerkungen) | Höchstplatzierung, Gesamtwochen, AuszeichnungChartplatzierungen (Jahr, Titel, Platzierungen, Wochen, Auszeichnungen, Anmerkungen) | Anmerkungen |
| Jahr | Titel      | DE | AT | CH | UK | US | Anmerkungen |
| ---- | ---------- | --- | --- | --- | --- | --- | ----------- |
| 1969 | Israelites | — | — | — | — | US153 (3 Wo.)US |             |

grau schraffiert: keine Chartdaten aus diesem Jahr verfügbar
Weitere Kompilationen
- 1974: Double Dekker
- 1978: Sweet 16 Hits
- 1985: Desmond Dekker and the Aces
- 1987: 20 Golden Pieces
- 1987: Official Live & Rare
- 1988: Greatest Hits
- 1989: The Best of & The Rest of Desmond Dekker
- 1991: King of Ska (Trojan)
- 1992: Rockin’ Steady: The Best of Desmond Dekker
- 1993: Israelites: 20 Greatest Hits
- 1994: Black & Dekker/Compass Point
- 1994: Shanty Town Original
- 1996: Archive
- 1997: First Time for a Long Time: Rarities…
- 1997: The Original Rude Boy
- 1998: Israelites: The Best of Desmond Dekker…
- 2000: Desmond Dekker
- 2000: Best of Desmond Dekker
- 2000: Desmond Dekker and the Aces "Action!" +…
- 2000: Gold
- 2001: Israelites: Anthology 1963–1999
- 2001: The Best of Desmond Dekker: The Israelites
- 2002: Israelites: The Best of Desmond Dekker
- 2003: Rudy Got Soul: The Complete Early Years…
- 2006: The Essential Desmond Dekker
- 2006: This Is Desmond Dekker (Bonustracks)

### Singles
| Jahr | Titel Album                                                         | Höchstplatzierung, Gesamtwochen, AuszeichnungChartplatzierungen (Jahr, Titel, Album, Platzierungen, Wochen, Auszeichnungen, Anmerkungen) | Höchstplatzierung, Gesamtwochen, AuszeichnungChartplatzierungen (Jahr, Titel, Album, Platzierungen, Wochen, Auszeichnungen, Anmerkungen) | Höchstplatzierung, Gesamtwochen, AuszeichnungChartplatzierungen (Jahr, Titel, Album, Platzierungen, Wochen, Auszeichnungen, Anmerkungen) | Höchstplatzierung, Gesamtwochen, AuszeichnungChartplatzierungen (Jahr, Titel, Album, Platzierungen, Wochen, Auszeichnungen, Anmerkungen) | Höchstplatzierung, Gesamtwochen, AuszeichnungChartplatzierungen (Jahr, Titel, Album, Platzierungen, Wochen, Auszeichnungen, Anmerkungen) | Anmerkungen |
| Jahr | Titel Album                                                         | DE | AT | CH | UK | US | Anmerkungen |
| ---- | ------------------------------------------------------------------- | --- | --- | --- | --- | --- | ----------- |
| 1967 | 007 Shanty Town Action!                                             | — | — | — | UK14 (11 Wo.)UK | — |             |
| 1969 | Israelites The Israelites                                           | DE1 (6 Wo.)DE | AT2 (12 Wo.)AT | CH6 (6 Wo.)CH | UK1 Silber · (24 Wo.)UK | US9 (10 Wo.)US |             |
| 1969 | It Miek The Israelites                                              | DE17 (3 Wo.)DE | AT15 (4 Wo.)AT | — | UK7 (11 Wo.)UK | — |             |
| 1970 | Pickney Gal You Can Get It If You Really Want                       | — | — | — | UK42 (3 Wo.)UK | — |             |
| 1970 | You Can Get It if You Really Want You Can Get It If You Really Want | DE9 (7 Wo.)DE | — | — | UK2 (15 Wo.)UK | — |             |
| 1975 | Sing a Little Song                                                  | — | — | — | UK16 (7 Wo.)UK | — |             |

grau schraffiert: keine Chartdaten aus diesem Jahr verfügbar
Weitere Singles
- 1963: Honour Your Mother & Father
- 1964: Jeserene (mit The Four Aces)
- 1964: King of Ska
- 1966: Rudy Got Soul (mit The Aces)
- 1967: Unity (mit The Aces)
- 1967: Hey Grandma
- 1967: Rude Boy Train
- 1967: Pretty Africa
- 1967: Sabotage
- 1968: Intensified (Music Like Dirt)
- 1968: Beautiful and Dangerous
- 1968: Writing on the Wall
- 1968: Bongo Girl
- 1968: Shing a Ling
- 1968: Fu Man Chu (mit The Aces)
- 1969: Problems
- 1971: The Song We Used to Sing
- 1973: It Gotta Be So
- 1973: Everybody Join Hands
- 1977: Roots Rock
- 1980: Rude Boy Train
- 1989: Honour Your Mother & Father / B-Sites
- 1990: The Israelites (feat. General Levy)

### Gastbeiträge
| Jahr | Titel Album | Höchstplatzierung, Gesamtwochen, AuszeichnungChartplatzierungen (Jahr, Titel, Album, Platzierungen, Wochen, Auszeichnungen, Anmerkungen) | Höchstplatzierung, Gesamtwochen, AuszeichnungChartplatzierungen (Jahr, Titel, Album, Platzierungen, Wochen, Auszeichnungen, Anmerkungen) | Höchstplatzierung, Gesamtwochen, AuszeichnungChartplatzierungen (Jahr, Titel, Album, Platzierungen, Wochen, Auszeichnungen, Anmerkungen) | Höchstplatzierung, Gesamtwochen, AuszeichnungChartplatzierungen (Jahr, Titel, Album, Platzierungen, Wochen, Auszeichnungen, Anmerkungen) | Höchstplatzierung, Gesamtwochen, AuszeichnungChartplatzierungen (Jahr, Titel, Album, Platzierungen, Wochen, Auszeichnungen, Anmerkungen) | Anmerkungen       |
| Jahr | Titel Album | DE | AT | CH | UK | US | Anmerkungen       |
| ---- | ----------- | --- | --- | --- | --- | --- | ----------------- |
| 2015 | Israelites  | — | AT34 (11 Wo.)AT | — | — | — | mit Apache Indian |